# Pinnotherotonia
Pinnotherotonia is een geslacht van kreeftachtigen uit de klasse van de Malacostraca (hogere kreeftachtigen).

## Soort
- Pinnotherotonia rumphiusi Marin & Paulay, 2010